# Liste der Monuments historiques in Éguilly
Die Liste der Monuments historiques in Éguilly führt die Monuments historiques in der französischen Gemeinde Éguilly auf.

## Liste der Immobilien
| Bezeichnung       | Beschreibung | Standort              | Kennzeichnung | Schutzstatus   | Datum | Bild           |
| ----------------- | --- | --------------------- | ------------- | -------------- | ----- | -------------- |
| Château d’Éguilly | Burg, Ende des 12. Jahrhunderts, im 15. und 17. Jahrhundert umgebaut; mit Wirtschaftsgebäuden, Wassergräben und dem ehemaligen Park | Rue du Château (Lage) | PA00112442    | Classé Inscrit | 1993  | weitere Bilder |

## Liste der Objekte
| Bezeichnung                                                            | Beschreibung                                    | Standort                                   | Kennzeichnung | Schutzstatus | Datum | Bild |
| ---------------------------------------------------------------------- | ----------------------------------------------- | ------------------------------------------ | ------------- | ------------ | ----- | ---- |
| Grabstein für François-Eléonor de Choiseul und seinen Sohn Charles (1) | Kalkstein, zweites Viertel des 18. Jahrhunderts | in der Kirche Nativité-de-la-Vierge (Lage) | PM21001036    | Classé       | 1944  |      |
| Grabstein für François-Eléonor de Choiseul und seinen Sohn Charles (2) | Marmor, zweites Viertel des 18. Jahrhunderts    | in der Kirche Nativité-de-la-Vierge (Lage) | PM21001037    | Classé       | 1944  |      |
| Skulptur Unterweisung Mariens                                          | Kalkstein, 16. Jahrhundert                      | in der Kirche Nativité-de-la-Vierge (Lage) | PM21001038    | Classé       | 1960  |      |
| Skulptur eines heiligen Bischofs                                       | Kalkstein, 15. Jahrhundert                      | in der Kirche Nativité-de-la-Vierge (Lage) | PM21001039    | Classé       | 1960  |      |
| Skulptur einer Heiligen                                                | Kalkstein, 16. Jahrhundert                      | in der Kirche Nativité-de-la-Vierge (Lage) | PM21001040    | Classé       | 1969  |      |